# Curinus coeruleus

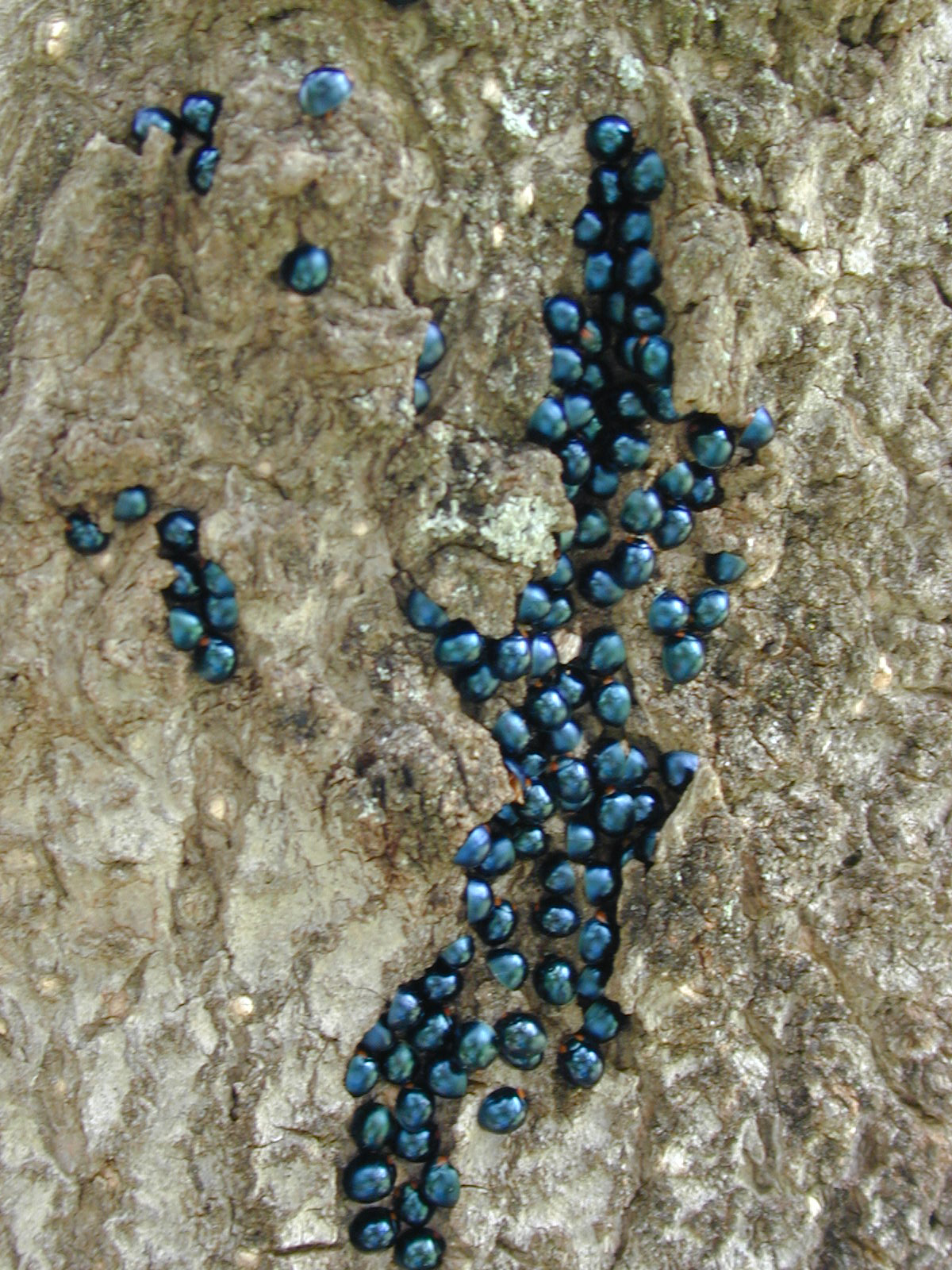
Auf der Borke der Myrtenheide finden sich oft große Gruppen von Curinus coeruleus ein.

Curinus coeruleus ist ein dunkelblauer, metallisch glänzender Käfer aus der Familie der Marienkäfer (Coccinellidae). Der ursprünglich aus der Karibik stammende Käfer ist die einzige Art in der Gattung Curinus, die innerhalb der Unterfamilie der Coccinellinae zur Tribus Chilocorini gehört.

## Merkmale
Die Käfer sind durch den glänzenden, dunkelblauen Farbton und zwei orangefarbene Flecken am Rand des Halsschildes auffällig gekennzeichnet. Ihre Körperform ist von oben her gesehen nahezu kreisrund, der Körper ist halbkugelförmig gewölbt.

### Ähnliche Arten
Ein sehr ähnlicher Käfer, der Schwarze Schildlaus-Marienkäfer, stammt ebenfalls aus der Tribus Chilocorini. Er kommt wie Curinus coeruleus in Europa vor, ist aber nicht dunkelblau, sondern schwarz. Er besitzt jedoch ebenfalls an den Rändern des Halsschildes zwei orangefarbene Flecken. Chilocorus stigma aus der Tribus Chilocorini und der etwas kleinere Marienkäfer Thalassa montezumae aus der Tribus Scymnini ähneln Curinus coeruleus in der Körperform, sind aber fast schwarz und die beiden orangeroten Flecken sind auf den Flügeldecken und nicht auf dem Halsschild zu finden.

## Vorkommen
Die Art kommt ursprünglich aus der Karibik, wurde aber aus Mexiko schon im Jahr 1922 in Hawaii und in den 1950er Jahren in Florida zur Schädlingsbekämpfung eingeführt.

## Lebensweise
Curinus coeruleus bleibt auch bei höheren Temperaturen aktiv und braucht dann keine Sommerruhe, auch wenn das Nahrungsangebot in dieser Zeit geringer ist. Dafür ist sein Verbreitungsgebiet auf die tropischen und subtropischen Zonen beschränkt. Daher konnte er auch nur im Südosten des US-Bundesstaates Florida dauerhaft angesiedelt werden.
Curinus coeruleus bildet oft große Aggregationen in den Furchen der Borke der Myrtenheide (Melaleuca quinquenervia), da diese ihm Schutz bieten. Sowohl der Baum als auch der Marienkäfer sind nach Hawaii und Florida eingeführt worden.

### Nahrung
Die Larven und Imagines von Curinus coeruleus ernähren sich hauptsächlich von Pflanzenläusen. Dazu gehören die Blattfloh-Arten Diaphorina citri, ein Schädling an Zitrusgewächsen, und Heteropsylla cubana, ein Parasit an der „Wilden Tamarinde“ aus der Familie der Hülsenfrüchtler, die als Futterpflanze angebaut wird, sowie am Regenbaum, der als Holz- und Schattenspender in tropischen und subtropischen Gebieten dient.
Ursprünglich wurde Curinus coeruleus zur Bekämpfung der Wolllaus Nipaecoccus nipae eingesetzt, die auf Kokospalmen, Dattelpalmen und Sagopalmfarnen sowie auf Bananen massenhaft auftreten kann. Es zeigte sich, dass dieser Marienkäfer nicht nur Pflanzenläuse, sondern auch andere Schädlinge, wie den Fransenflügler Thrips palmi vertilgt, der eine Reihe von Gemüsepflanzen, besonders aus den Familien der Kürbisgewächse und der Nachtschattengewächse, befällt.
Im Jahr 2005 wurde in Hawaii beobachtet, dass die Larven von Curinus coeruleus auch große Mengen an Eiern der Asiatischen Tigermücke auffressen können. Eine Larve frisst bei entsprechendem Angebot mehr als 100 Eier in drei Tagen und dezimiert dadurch die Populationen dieser Stechmückenart, die als Überträgerin des Dengue-Fiebers und anderer Krankheiten bekannt ist.